# 반방향족성
반방향족성(反芳香族性, Antoaromaticity)은 콘주게이션된 평면 고리 분자가 특별히 불안정해 방향족성을 보이지 않는 것을 말한다. 휘켈 규칙에서 4n 전자일 때 반방향족이 된다. 뫼비우스 고리 분자나 베어드 규칙이 적용되는 분자는 4n+2일 때 반방향족이다.

## 같이 보기
- 방향족성
- 사이클로뷰타다이엔
- 사이클로옥타테트라엔
- 펜탈렌
- 헵탈렌